# Чёрный шар
«Чёрный шар» (англ. The Black Balloon) — фильм режиссёра Элиссы Даун о подростке, который хочет жить самой обычной жизнью, но ему приходится всё время присматривать за своим старшим братом-аутистом. Фильм снят в 2008 году.

## Сюжет
Пятнадцатилетний Томас Моллисон в очередной раз переезжает в новый город со своей семьёй: отцом-военным, матерью-домохозяйкой и старшим братом Чарли, страдающим аутизмом.
Томас начинает ходить в новую школу, и однажды старший брат ставит его в неловкое положение перед одноклассницей. Чарли, за которым нужно постоянно присматривать, сбегает из дома, а потом забегает в чужой дом, чтобы помочиться. Томас, пытающийся поймать брата, заходит вслед за Чарли в ванную в чужом доме и в этот момент их обнаруживает его одноклассница — Джеки, которая мылась в душе. Убегая оттуда, они забывают шапочку Чарли, в которой он должен участвовать в спектакле в школе для детей-аутистов. На шапочке написано «Ч. Моллисон» и поэтому Джеки приходит домой к Томасу, чтобы вернуть шапочку и познакомиться с новеньким. Томас, чтобы спокойно поговорить с Джеки, запирает Чарли в комнате, а он, не имея возможности сходить в туалет, справляет нужду прямо в комнате. Джеки, увидев это, убегает.
Томас переживает, что об этом теперь узнают все одноклассники, но Джеки никому ничего не рассказывает и даже извиняется, что убежала, а как-то после школы предлагает ему и Чарли пойти вместе домой. Но Чарли опять ставит брата в неловкое положение, вытащив тампон из школьного рюкзака Джеки.
Однажды Томас, Джеки и Чарли идут на речку, где Джеки учит Томаса плавать, и, возвращаясь по домам после прогулки, он приглашает её на свой день рождения. За праздничным ужином Чарли возбудившись от присутствия девушки, начинает мастурбировать, и Томас набрасывается на него с кулаками. В результате драки Чарли пришлось наложить несколько швов. Томас, сидя в больнице и слыша, как плачет Чарли, винит себя, что не смог сдержаться.
В день спектакля в школе для аутистов, Рассел — напарник Чарли по выступлению, не хочет играть свою роль и вместо него на сцену с Чарли выходит Томас.
Томас всегда мечтавший, чтобы его брат стал нормальным, начинает понимать, что он никогда не изменится и принимает его таким, какой он есть.

## Саундтреки к фильму
1. "When We Get There" – Josh Pyke
2. "Even" – Simon Day (Ratcat)
3. "Heartbreak Hill" – Michael Yezerski
4. "The Black Balloon Theme" – Michael Yezerski
5. "Bath Time" ("Bullet Boy") – Michael Yezerski
6. "In The Poo" / "The Bus" – Michael Yezerski
7. "The Lolly" – Michael Yezerski
8. "A New Game" ("Water Babies") – Michael Yezerski
9. "Learning To Swim" – Michael Yezerski
10. "The Kiss" – Michael Yezerski
11. "The School Fight" – Michael Yezerski
12. "Fall At Your Feet" – Glenn Richards (Augie March)
13. "Aftermath" – Michael Yezerski
14. "The Walk Home" – Michael Yezerski
15. "The Greatest ACT In History" – David Campbell, Bert Labonte
16. "Afloat! The Conga" – Claire McCarthy, Miriam Rihani, Afro Moses

## В ролях
- Риз Уэйкфилд — Томас Моллисон
- Люк Форд — Чарли Моллисон
- Тони Коллетт — Мэгги Моллисон
- Эрик Томсон — Саймон Моллисон
- Джемма Уорд — Джеки Мастерс
- Ребекка Мэсси — Мисс Бабб
- Фирасс Дирани — Рассел

## Награды
| Год  | Событие                                        | Победа в номинации |
| ---- | ---------------------------------------------- | --- |
| 2008 | Берлинский кинофестиваль (Хрустальный медведь) | Лучший художественный фильм конкурса для юношества Поколение 14+ (Элисса Даун) |
| 2008 | APRA-AGSC Screen Music Awards                  | Лучший саундтрек (Майкл Езерский), Лучшая песня («When We Get There», Джош Пайк в соавторстве с Майклом Езерским) |
| 2008 | Australian Film Institute (AFI Award)          | Лучший фильм (Тристрам Майолл), Лучшая режиссура (Элисса Даун), Лучший оригинальный сценарий (Элисса Даун, Джимми Джек), Лучший актёр второго плана (Люк Форд), Лучшая актриса второго плана (Тони Коллетт), Лучший монтаж (Вероника Дженет) |